# Sistema de los Himalayas

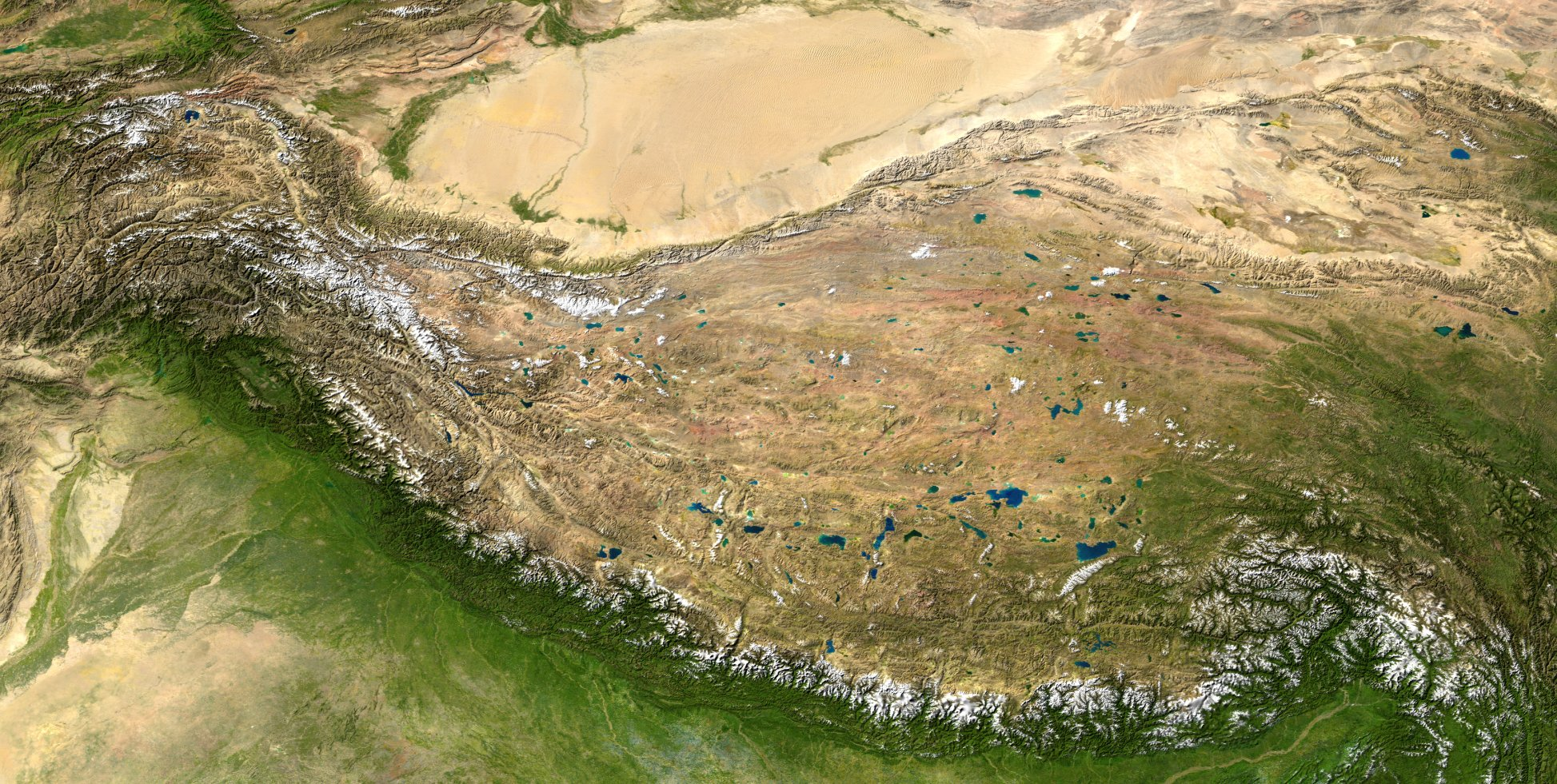
Vista satelital de la cordillera del Himalaya

El sistema de los Himalayas, también denominado Hindú Kush-Himalaya (HKH), es un conjunto de altos cordones cordilleranos situados en el continente asiático, los que reunidos poseen las 100 cumbres más elevadas de la Tierra. Esta vasta región montañosa se extiende sobre 8 países, en ella habitan más de 140 millones de personas.

## Características generales

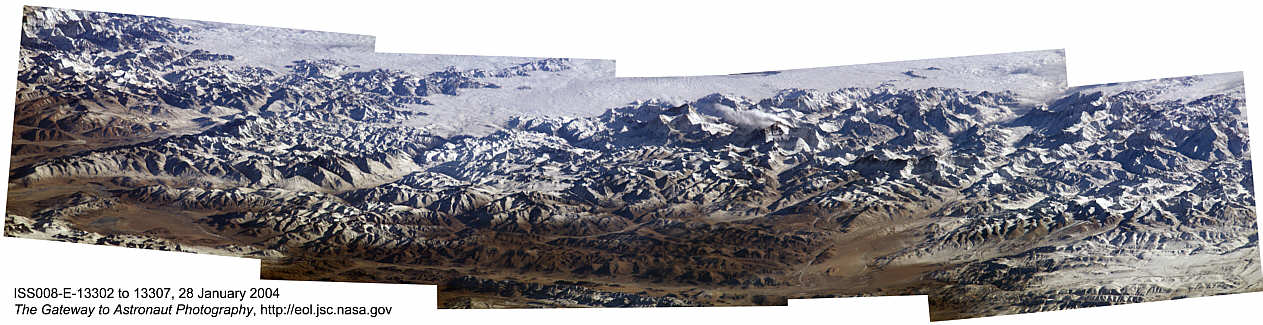
Panorama del sistema de los Himalayas

El sistema agrupa a varias cordilleras que se encuentran conectadas entre sí, aunque cada una posee características particulares. Los cordones que lo integran son: las cordillera del Himalaya, la cordillera del Karakórum, Hindú Kush y otras cordilleras menores que se extienden a partir del Nudo del Pamir y sus subcordilleras adyacentes. Estas, unidas, forman un arco de oeste a este de 2600 kilómetros entre el Namcha Barwa en el Tíbet hasta el Nanga Parbat en Pakistán, y cuya anchura de norte a sur varía desde los 400 kilómetros en la zona más occidental, entre Cachemira y Sinkiang, hasta los 150 km al este, entre la parte oriental del Tíbet y el estado indio de Arunachal Pradesh.  
Para comprender la escala de esta enorme acumulación de gigantescas montañas sin parangón en el resto del mundo, basta considerar que la mayor elevación del mundo fuera de este sistema son los 6960,8 m s. n. m. del Aconcagua, en los Andes argentinos (Sudamérica). El sistema de los Himalayas cuenta con más de 100 picos que superan al cerro argentino, incluyendo 14 de ellos con una altitud mayor de 8000 m s. n. m.
Topográficamente, el sistema tiene muchos superlativos: posee el más alto índice de elevación (casi 10 mm/año en el Nanga Parbat), la mayor altura mundial (8848 m s. n. m. en el monte Everest), la mayor concentración de glaciares fuera de las regiones polares, etc.
Las montañas del Himalaya han influido profundamente en las culturas del sur de Asia y muchas de ellas son consideradas sagradas para el Hinduismo o el Budismo.

## Países con territorios que integran el sistema
Este gran sistema de cordilleras se extiende por 8 estados:
- Afganistán
- Birmania
- Bután
- China
- India
- Nepal
- Pakistán
- Tayikistán

## Principales cordilleras
Estas son las principales cordilleras que integran el sistema de los Himalayas. 

### Himalayasensu stricto

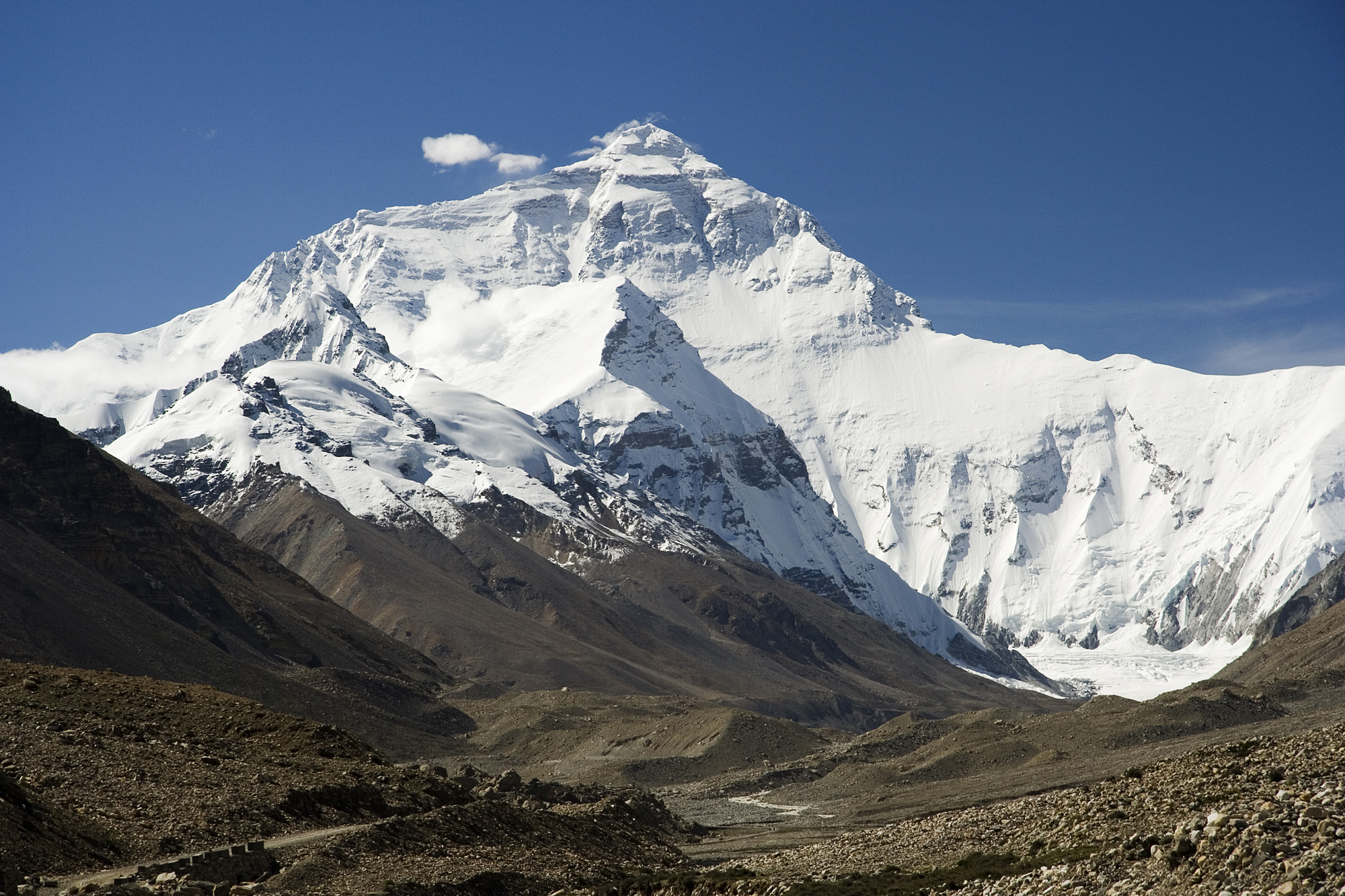
El monte Everest visto desde el Tíbet.

La cordillera del Himalaya sensu stricto es la cordillera más alta de la Tierra, y la más famosa de todas las que integran el sistema, al alojar la cumbre de mayor altitud en el mundo: el Everest, con 8848 m s. n. m. Contando a este coloso, suma 9 de las 14 cimas del globo de más de 8000 metros de altura. Sus cordones se extienden por Bután, China, Nepal, y la India. 
Las principales cimas de esta cordillera son:
- Everest (8848 m s. n. m.)
- Kanchenjunga (8586 m s. n. m.)
- Lhotse (8501 m s. n. m.)
- Makalu (8462 m s. n. m.)
- Cho Oyu (8201 m s. n. m.)
- Dhaulagiri (8167 m s. n. m.)
- Manaslu (8163 m s. n. m.)
- Annapurna (8091 m s. n. m.)
- Shisha Pangma (8027 m s. n. m.)
- Gyachung Kang (7922 m s. n. m.)
- Nanda Devi (7817 m s. n. m.)
- Pumori (7161 m s. n. m.)
- Ama Dablam (6856 m s. n. m.)
- Kailash (6638 m s. n. m.)

### Cordillera del Karakórum

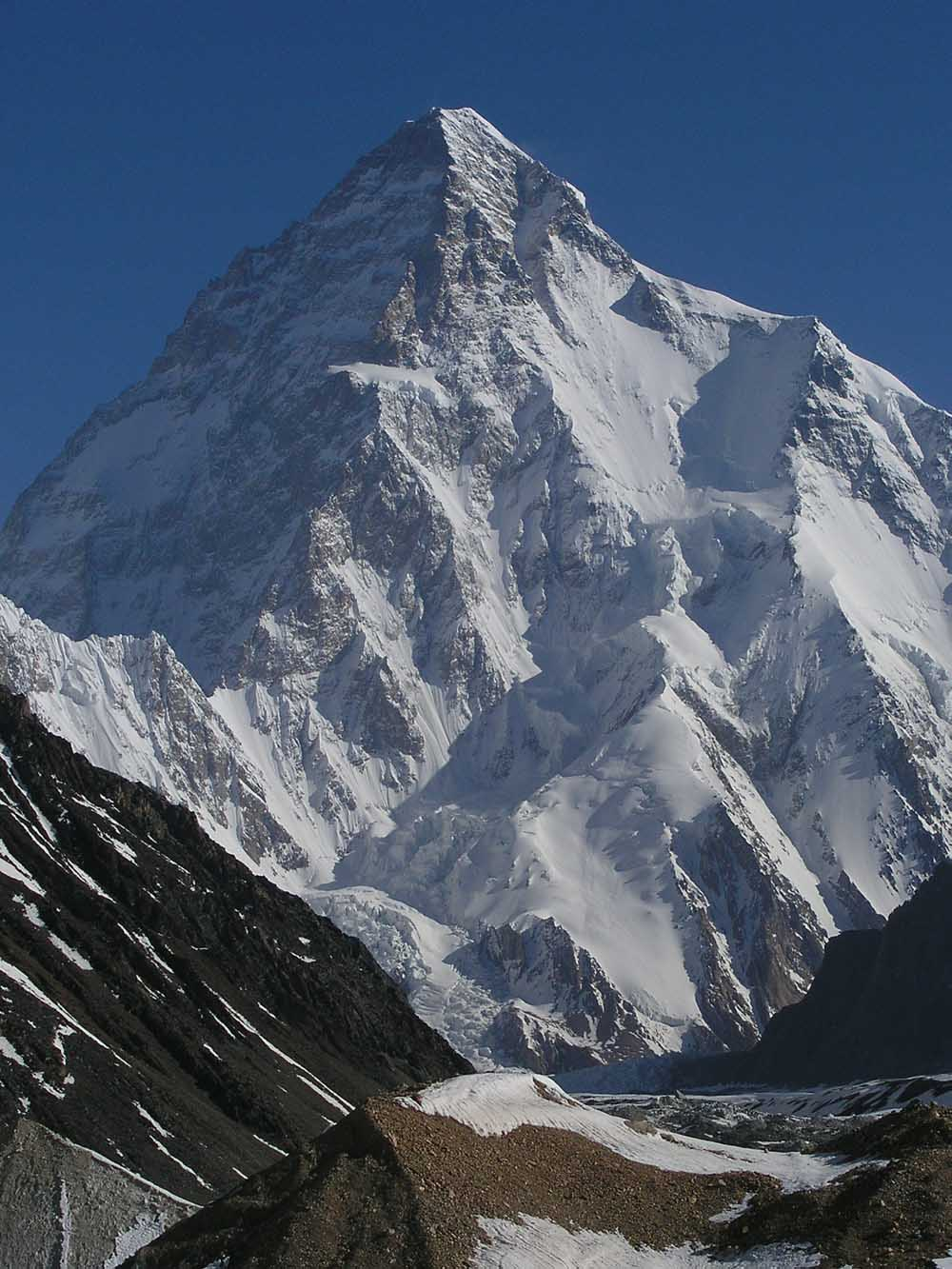
El K2

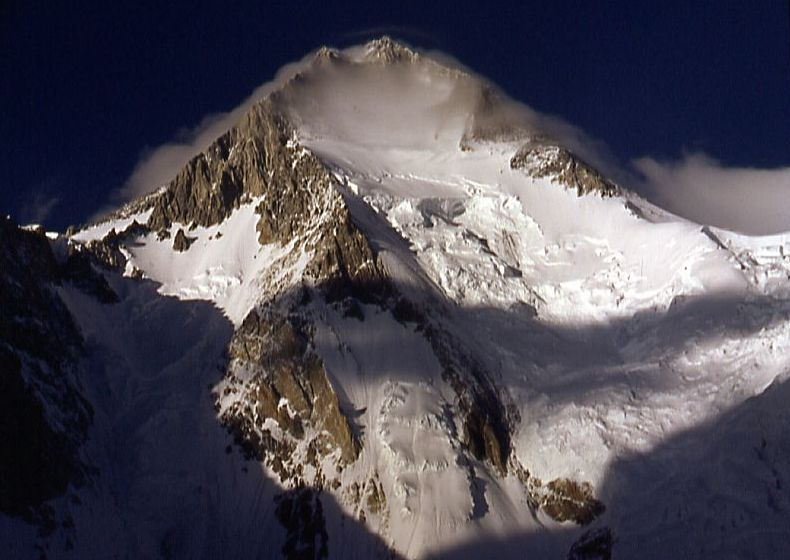
Gasherbrum I, cordillera del Karakórum

La cordillera del Karakórum (del turco: "pedregal negro"). Está situada en la frontera entre Pakistán (Gilgit-Baltistán), la India (Ladakh, en el estado Jammu y Cachemira) y China (región autónoma Uigur de Sinkiang). Tiene una longitud de unos 500 km y es la región del mundo con más glaciares fuera de las regiones polares. Dada su altitud y dureza, el Karakórum está mucho menos habitado que la cordillera del Himalaya.
Junto con la del Himalaya sensu stricto, es la única cordillera del mundo que alberga picos de más de 8000 m s. n. m. de altura, incluyendo al K2, el segundo pico más alto del mundo, con 8611 m s. n. m., sólo 237 m menor que el Everest.
Las principales cimas de esta cordillera son:
- K2 (8611 m s. n. m.)
- Nanga Parbat (8125 m s. n. m.)
- Gasherbrum I (8068m s. n. m.)
- Broad Peak (8047 m s. n. m.)
- Gasherbrum II (8035 m s. n. m.)
- Gasherbrum III (7952 m s. n. m.)
- Gasherbrum IV (7925 m s. n. m.)
- Distaghil Sar (7885 m s. n. m.)
- Masherbrum (7821 m s. n. m.)
- Rakaposhi (7788 m s. n. m.)
- Kanjut Sar (7761 m s. n. m.)
- Saser Kangri (7672 m s. n. m.)

#### Subsistemas
- Batura Muztagh
- Hispar Muztagh
- Panmah Muztagh
- Montañas Masherbrum
- Baltoro Muztagh
- Montañas Saltoro
- Siachen Muztagh
- Rimo Muztagh
- Saser Muztagh

### Cordillera Hindú Kush

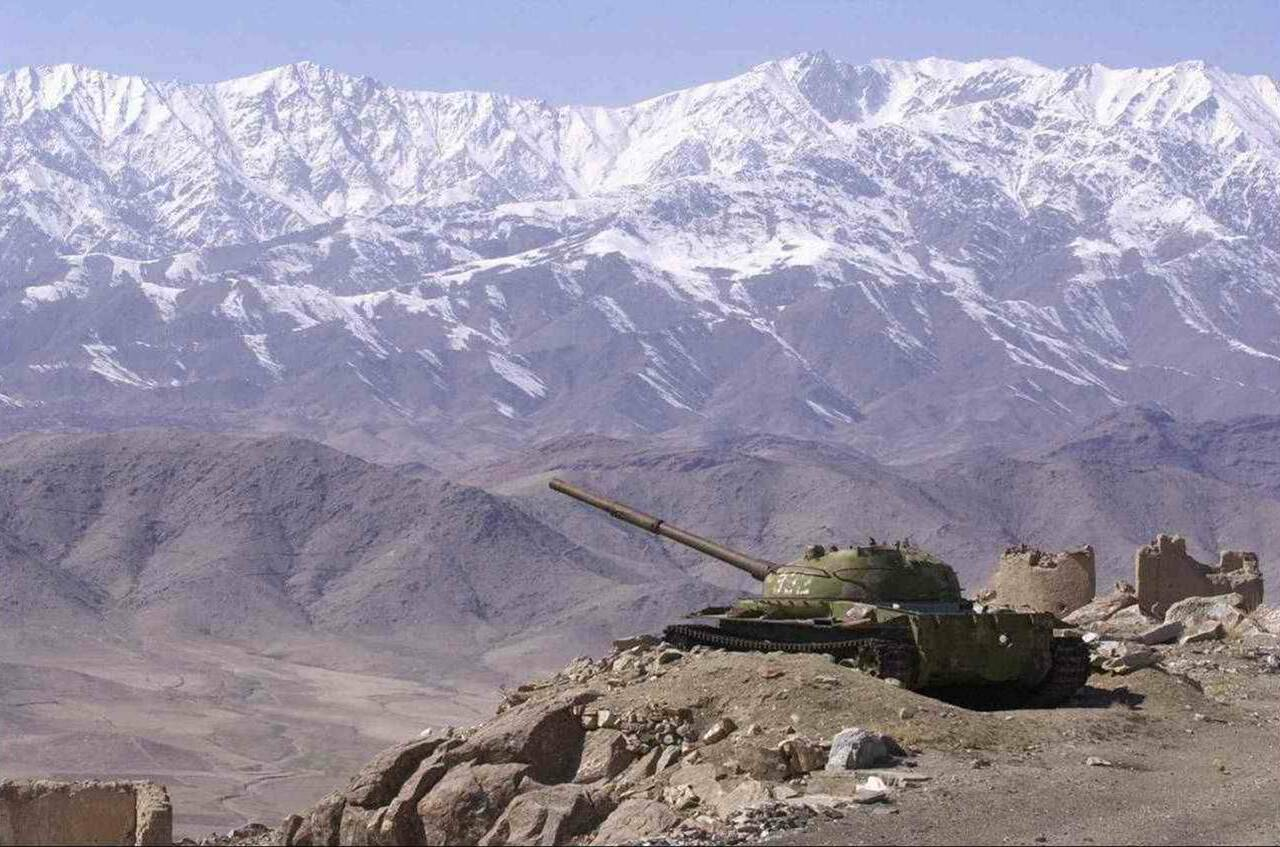
La cordillera Hindú Kush en Afganistán

La cordillera Hindú Kush (o Hindukush) es un macizo montañoso que representa la prolongación más occidental de las cordilleras del Pamir, el Karakórum, y el Himalaya. Sus montañas se extienden entre Afganistán y el noroeste de Pakistán. Con una extensión de aproximadamente 1000 km, gran parte de este sistema orográfico supera altitudes de 5000 m s. n. m. Sus cordones se unen con los de los montes de Karakórum y sólo el muy elevado y estrecho valle del Wakhan le separa del nudo del Pamir. El río Kabul recoge el agua de su vertiente meridional.
Las principales cimas de esta cordillera son:
- Tirich Mir (7690 m s. n. m.)
- Nowshak (7492 m s. n. m.)
- Istor-o-Nal (7403 m s. n. m.)
- Saraghrar (7338 m s. n. m.)
- Udren Zom (7140 m s. n. m.)
- Kūh-e Fūlādī (4951 m s. n. m.)
- Spin Ghar (4761 m s. n. m.)
- Koh-e Baba
- Salang
- Koh-e Paghman
- Suleiman Range
- Siah Koh
- Koh-e Khwaja Mohammad
- Selseleh-e Band-e Turkestan.

### Cordillera del Pamir

Mapa del área que cubre la región del «Nudo del Pamir»

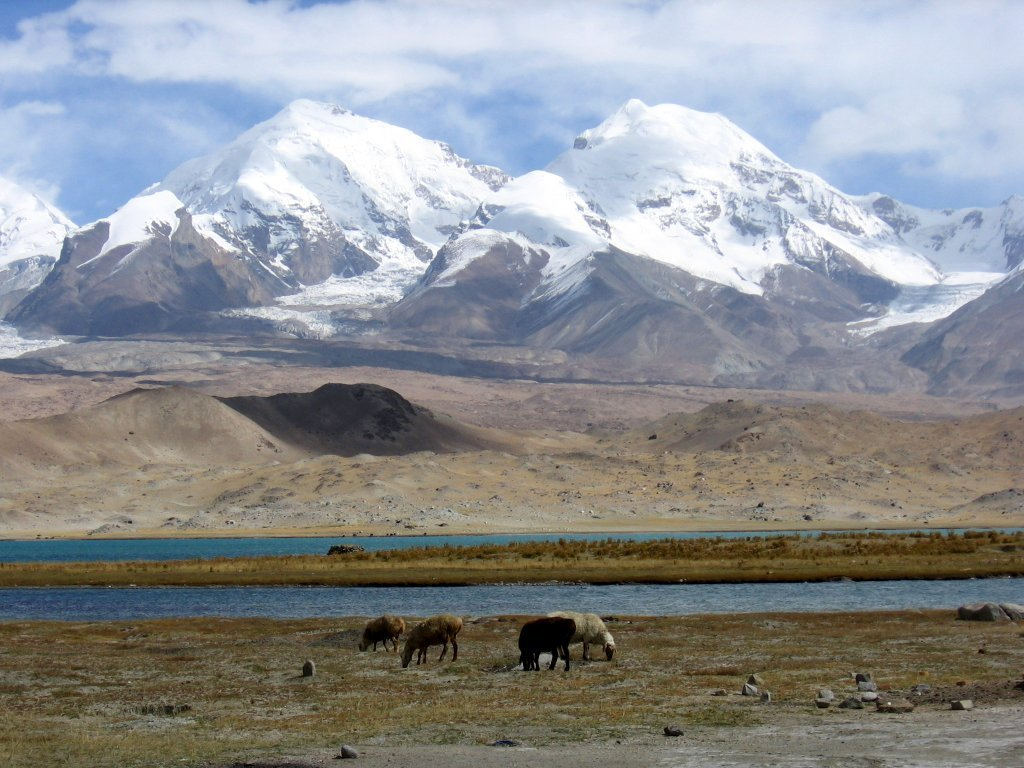
El Pico Kongkoerh de

La cordillera del Pamir es un sistema montañoso situado entre los límites de Asia Central y meridional, siendo una proyección noroeste del sistema de los Himalayas. Forma una unión orográfica con las cordilleras Tian Shan, Karakórum, Kunlun y el Hindú Kush. Por ser un punto de reunión de varias cordilleras es también conocido como «Nudo del Pamir» y, junto al Tíbet, era conocida en tiempos victorianos como el Techo del Mundo. Es conocida también por su nombre en chino, Congling.
La región del Pamir tiene su núcleo central en Tayikistán, específicamente en la región del Alto Badajshán. Parte de la cordillera del Pamir se sitúa también en los países de Kirguistán, Afganistán y Pakistán. Al sur de Alto Badajshán, el corredor de Wakhan atraviesa la región Pamir, la cual también incluye la parte norte de Afganistán y Pakistán.
Las principales cimas de esta cordillera son:
- Muztagh Ata (7546 m s. n. m.)
- Pico Ismail Samani (7495 m s. n. m.)
- Pico Lenin (7134 m s. n. m.)
- Pico Korzhenevskaya (7105 m s. n. m.)
- Pico Independencia (o Revolución) (6940 m s. n. m.)
- Chakragil (6760 m s. n. m.)
- Pico Karl Marx (6726 m s. n. m.)
- Pico Karla Marksa (6723 m s. n. m.)

### Cordillera Kunlun
- Kongur (7719 m s. n. m.)
- Pico Kongkoerh (7649 m s. n. m.)
- Muztagh Ata (7546 m s. n. m.)
- Kongur Shan (7530 m s. n. m.)

### Cordillera Tian Shan
- Pico Jengish Chokusu (7439 m s. n. m.)

## Principales cimas del sistema

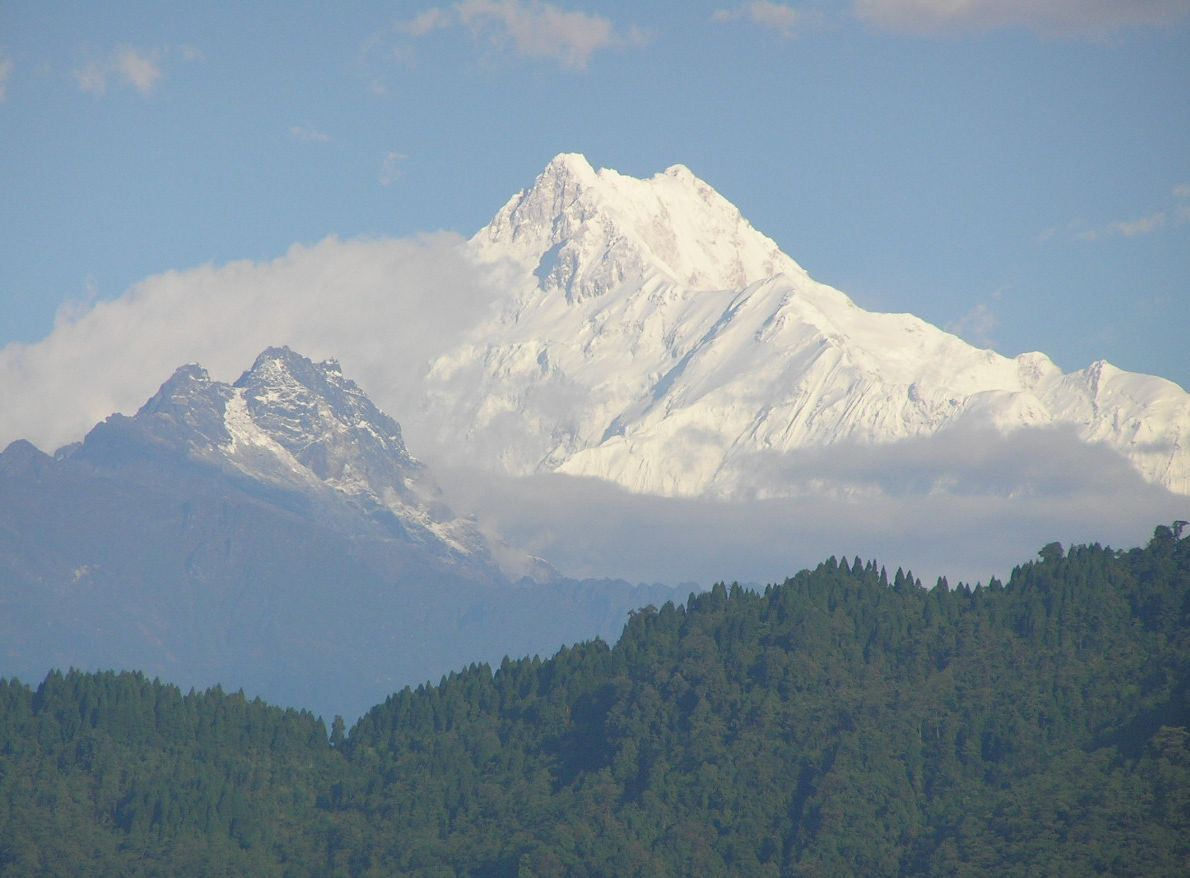
El Kanchenjunga. Con es la tercera montaña más alta del mundo

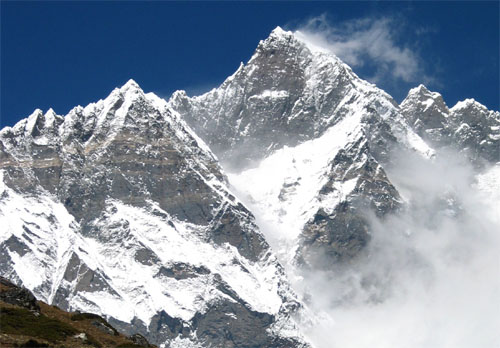
El Lhotse. Con es la cuarta montaña más alta del mundo

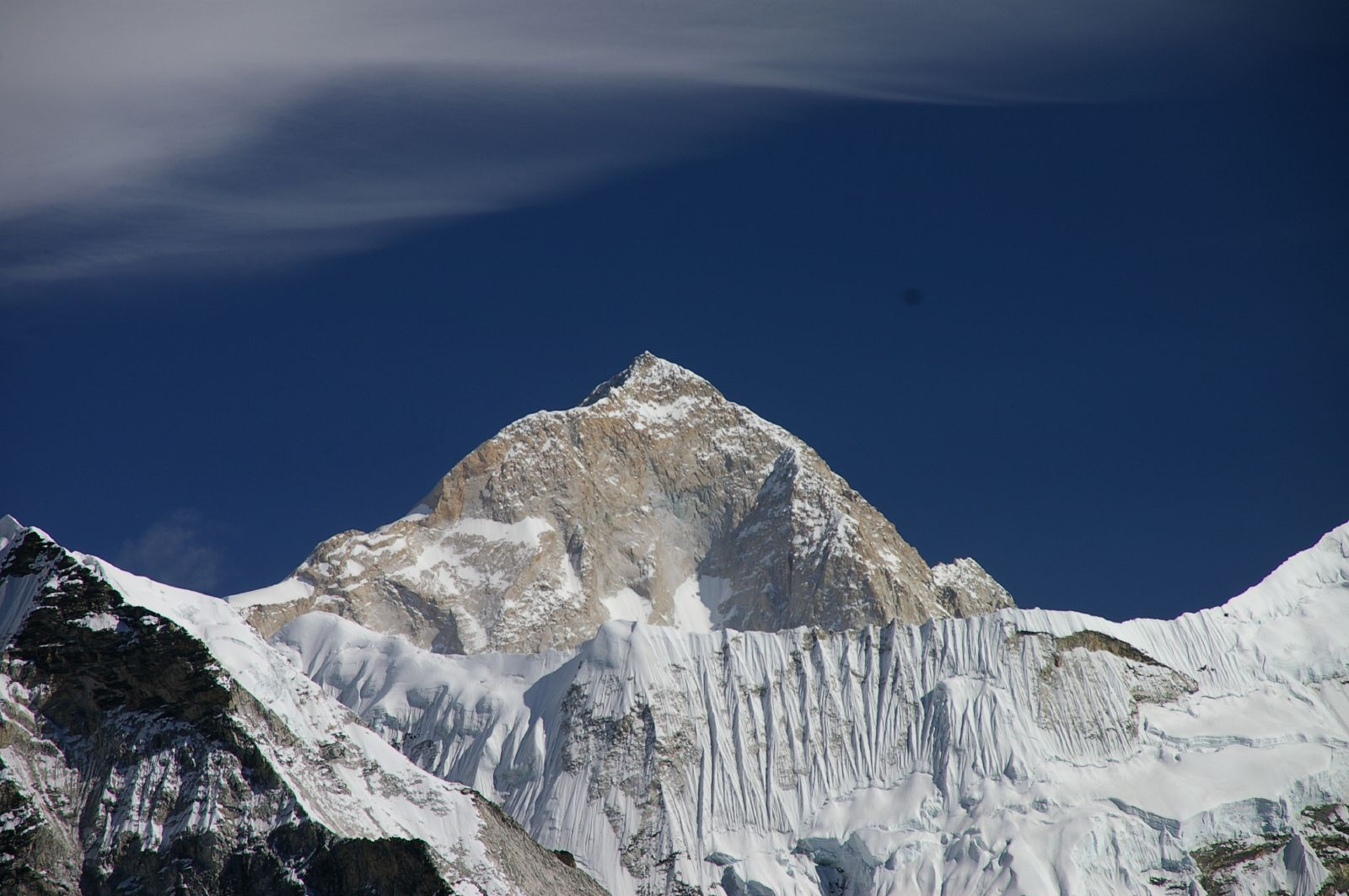
El Makalu. Con es la quinta montaña más alta del mundo

Estas son las 30 principales cimas del sistema de los Himalayas. 
1. Everest 8848 m s. n. m. (Himalaya)
2. K2 8611 m s. n. m. (Karakórum)
3. Kanchenjunga 8586 m s. n. m. (Himalaya)
4. Lhotse 8516 m s. n. m. (Himalaya)
5. Makalu 8485 m s. n. m. (Himalaya)
6. Cho Oyu 8188 m s. n. m. (Himalaya)
7. Dhaulagiri 8167 m s. n. m. (Himalaya)
8. Manaslu 8163 m s. n. m. (Himalaya)
9. Nanga Parbat 8125 m s. n. m. (Karakórum)
10. Annapurna 8091 m s. n. m. (Himalaya)
11. Gasherbrum I 8080 m s. n. m. (Karakórum)
12. Broad Peak 8051 m s. n. m. (Karakórum)
13. Gasherbrum II 8034 m s. n. m. (Karakórum)
14. Shisha Pangma 8027 m s. n. m. (Himalaya)
15. Gyachung Kang 7952 m s. n. m. (Himalaya)
16. Gasherbrum III 7946 m s. n. m. (Karakórum)
17. Annapurna 7937 m s. n. m. (Himalaya)
18. Gasherbrum IV 7932 m s. n. m. (Karakórum)
19. Himalchuli 7893 m s. n. m. (Himalaya)
20. Distaghil Sar 7885 m s. n. m. (Karakórum)
21. Ngadi Chuli 7871 m s. n. m. (Himalaya)
22. Nuptse 7864 m s. n. m. (Himalaya)
23. Khunyang Chhish 7823 m s. n. m. (Karakórum)
24. Masherbrum 7821 m s. n. m. (Karakórum)
25. Nanda Devi 7817 m s. n. m. (Himalaya)
26. Batura Sar 7795 m s. n. m. (Karakórum)
27. Chomo Lonzo 7790 m s. n. m. (Himalaya)[8][9][10]
28. Kanjut Sar 7790 m s. n. m. (Karakórum)
29. Rakaposhi 7788 m s. n. m. (Karakórum)
30. Namcha Barwa 7782 m s. n. m. (Himalaya)

## Geología del sistema
De acuerdo con la teoría de la tectónica de placas, el sistema es el resultado de la colisión de la placa Índica y la placa de Eurasia. Esta colisión se inició en el Cretácico superior (hace cerca de 70 millones de años): la placa de la India, que se dirigía hacia el norte a una velocidad de 15 centímetros por año, chocó con la placa euroasiática. La sección del océano Tetis que las separaba desapareció completamente hace cerca de 50 millones de años. La placa de la India continúa moviéndose a una velocidad constante de unos cinco centímetros por año, subducciéndose bajo la placa euroasiática y causando la elevación de los Himalayas y de la meseta tibetana. Además de esta elevación, el sistema es esculpido por la meteorización y la erosión.
Esta intensa actividad tectónica hace que la región sea muy activa desde el punto de vista sísmico. Por otra parte, están documentadas en el extremo sur de los Himalayas terremotos históricos de magnitud 8 o más.

## Hidrología del sistema

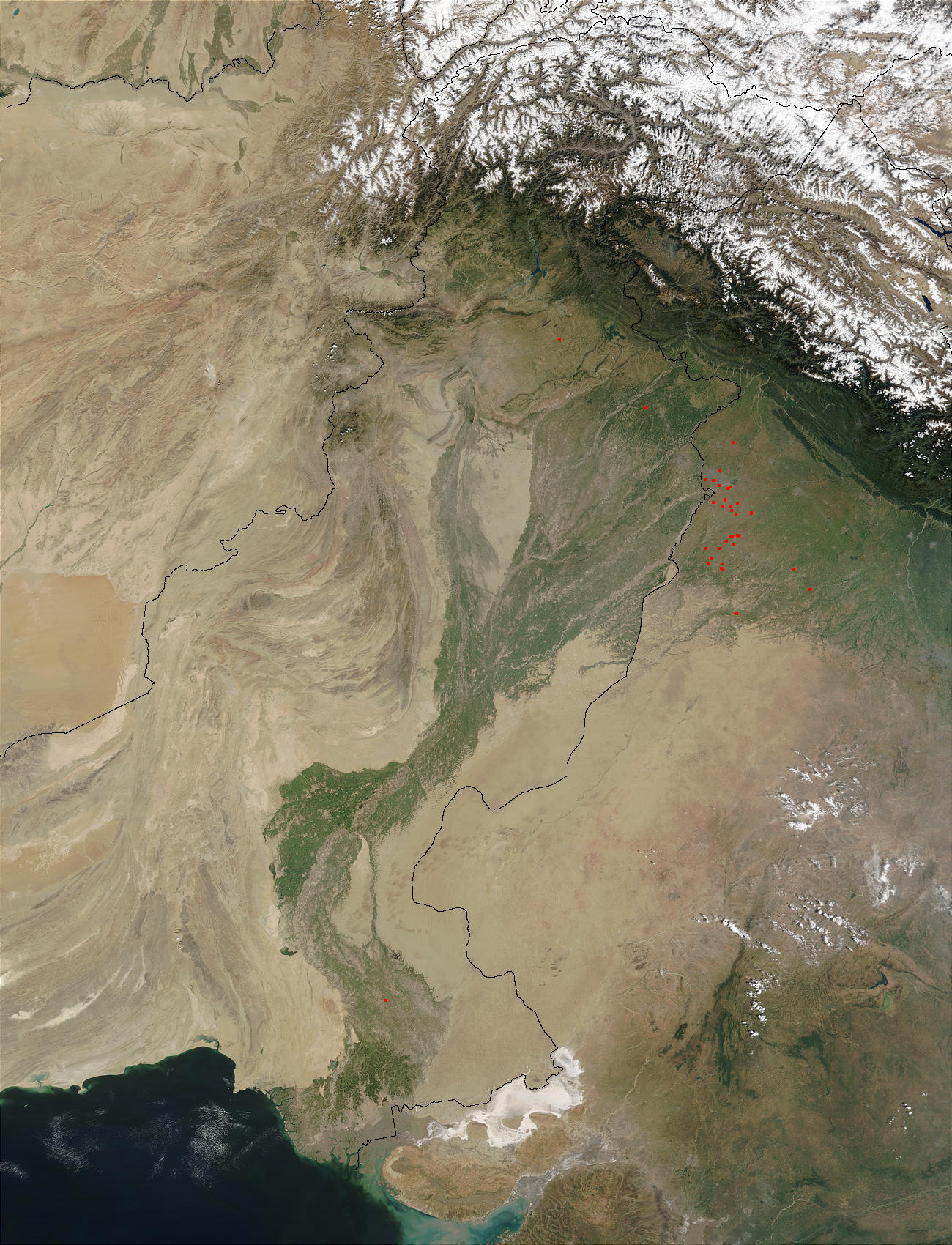
El río Indo desde su nacimiento en el sistema de los Himalayas hasta su desembocadura en el mar

Las regiones más altas del sistema, a pesar de su proximidad a los trópicos, están cubiertas de nieve todo el año, y los glaciares alimentan numerosos cursos fluviales. Algunos de estos están entre los mayores ríos del mundo, entre ellos el Ganges, Indo, Brahmaputra, Yamuna, y Yangtsé, los que suministran agua dulce a más del 20 % de la población mundial.

## Clima del sistema
El sistema tiene una gran influencia en el clima del subcontinente indio y de la meseta tibetana, ya que evita que los vientos helados y secos que soplan hacia el sur logren llegar a la India, por lo que el clima de todo el sur de Asia es mucho más cálido que el de otras regiones que están a la misma latitud. Los Himalayas forman una barrera que impide que los vientos del monzón del golfo de Bengala continúen hacia el norte, lo que produce que la vertiente norte de la cadena sea seca, mientras que su lado sur sea muy húmedo, debido a que allí se descarga la humedad atmosférica que es transportada por el monzón, producto del fenómeno climático denominado lluvia orográfica. El sistema es también un factor importante en la formación de las grandes áreas desérticas de Asia Central, como los desiertos de Taklamakán y de Gobi.